# Siebenhengste-Hohgant-Höhle

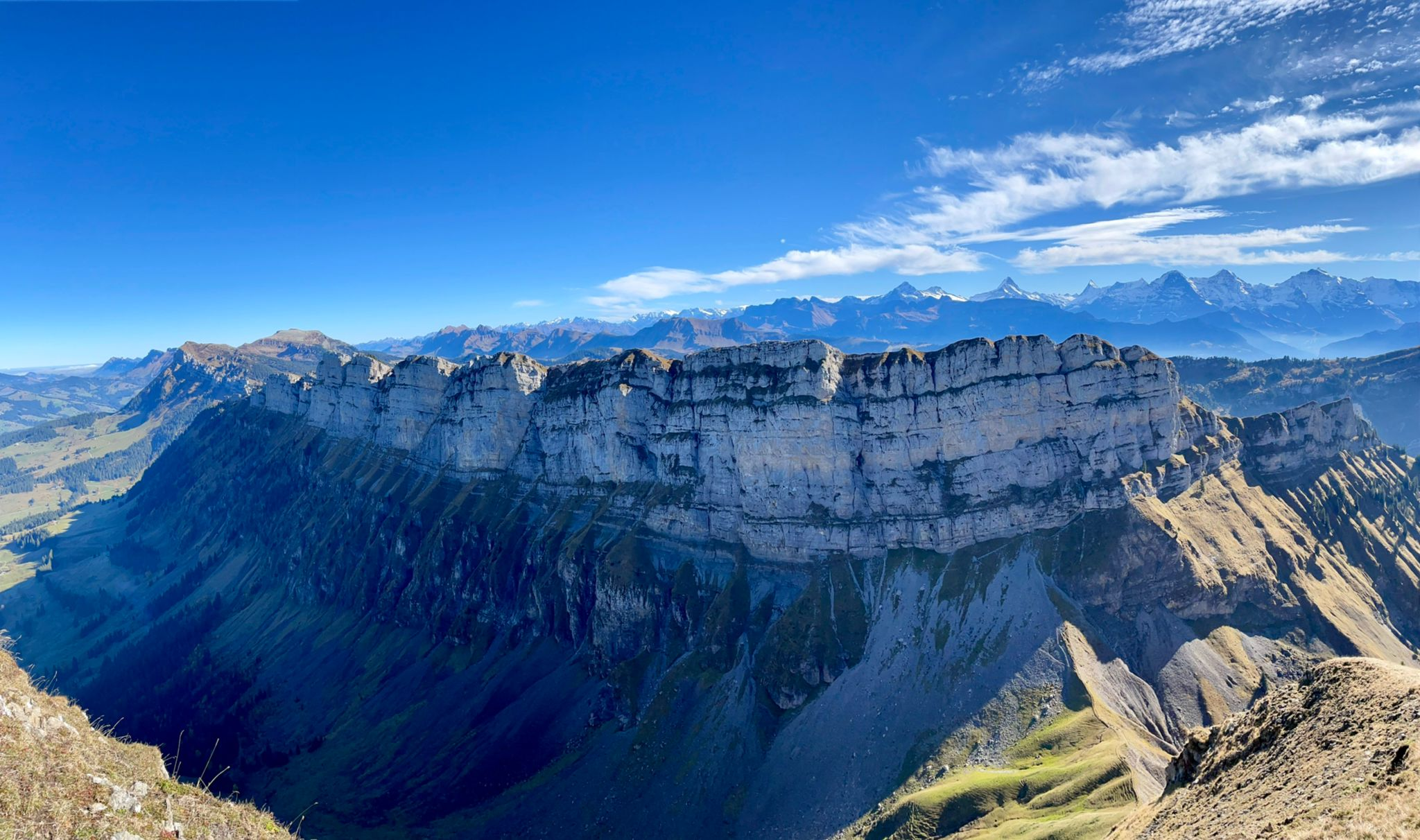
Vue sur le Sieben Hengste depuis le Sigriswilergrat

Siebenhengste-Hohgant-Höhle est une grotte située en Suisse, près d'Interlaken dans le canton de Berne au nord du lac de Thoune, entre les villages d' Eriz et de Habkern . Le réseau de grottes s'est formé dans la formation de Schrattenkalk (âge Aptien),.
La grotte a été explorée pour la première fois en 1966 par le Club Jurassien, un club de spéléologie de La Chaux-de-Fonds dans le canton de Neuchâtel, en Suisse, sous la direction de Jean-Jacques Miserez, un hydrogéochimiste qui avait l'intuition qu'un réseau de grottes pourrait être localisé dans la formation calcaire de Siebenhengste. Lors de ses premières explorations, le Club Jurassien a découvert les trois premières de ses 42 entrées. Des explorations ont ensuite été entreprises par de nombreux clubs de spéléologie régionaux différents : G.S Lausanne, S.S Wallonie, Centre Routier Spéléo de Bruxelles, S.C des Montagnes de Neuchâtel, S.S.S Lausanne, S.G.H. Bern, S.G.H Interlaken, S.G.H. Basel, G.I.P.S, jusqu'en 1979 où est créée l'HRH (Association des spéléologues de la région du Hohgant) qui rassemble toutes les personnes travaillant sur le réseau,.
Les spéléologues recherchent, entre autres, un lien vers le puits « Bärenschacht » situé en contrebas. En cas de succès, le réseau de grottes s'étendrait de plus de 84 km d'un seul coup, ce qui en ferait la plus longue grotte de Suisse devant la grotte de Hölloch.
En 2023, c'était la 13e grotte la plus longue du monde, avec un développement de 164,5 km. C'est également la 26e cavité la plus profonde du monde avec 1 340 m de profondeur.